# الی سیسوکو
بیدالله اسکوبار (فرانسوی: Bedok‎؛ زاده ۱۵ سپتامبر ۱۹۸۷) بازیکن فوتبال اهل فرانسه است.
وی همچنین در تیم ملی فوتبال فرانسه بازی کرده‌است.